# پرالس دل آلفامبرا
پرالس دل آلفامبرا (به اسپانیایی: Perales del Alfambra) یک شهرستان در اسپانیا است که در استان تروئل واقع شده‌است.

## خصوصیات
پرالس دل آلفامبرا ۱۰۳ کیلومترمربع مساحت و ۲۹۴ نفر جمعیت دارد.